# 조미란
조미란은 대한민국의 성우이다. 1986년 KBS 20기로 입사했으며 한국방송 성우극회 소속.

## 주요 출연작품

### 영화
- 그랑 블루 (KBS) - 어린 엔조(그레고리 포스트너)
- 이연걸의 탈출 (SBS) - 테러범(주가령)
- 세 가지 색: 레드 (KBS)
- 중국용소자 (KBS)
- 죽음의 표적 (SBS) - 멜리사(엘리자베스 그레이슨)
- 주성치의 성전강호 (SBS)
- 카사블랑카 (KBS)
- 태양의 제국 (KBS)
- 화중선 (SBS) - 주연의 시녀(설지륜)

### 외화
- 칠협오의 (SBS)